# Byasa nevilli
Byasa nevilli es una especie de mariposas de la familia de los papiliónidos.